# The Make-Believe Wife
The Make-Believe Wife è un film muto del 1918 diretto da John S. Robertson.

## Trama
Phyllis Ashbrook parte insieme al fidanzato Roger Mason e a una coppia di amici, John e Anita, per un'escursione sugli Adirondacks. Scalando la montagna, gli alpinisti sono sorpresi da un temporale; Phyllis e John restano separati dagli altri riuscendo a ripararsi in un rifugio dove restano soli fino a quando la tempesta non finisce. I genitori di Phyllis, per salvaguardare la reputazione della figlia, insistono perché John la sposi, con il tacito accordo che, subito dopo la cerimonia, i due potranno richiedere il divorzio e ritornare ai rispettivi partner. Appena sposato, John si prepara a partire per la Cina, in modo da offrire una causa di divorzio alla neo-sposa. Si accorge, però, di aver lasciato una valigia a casa, così ritorna nell'appartamento dove trova Phyllis. Da lì a poco, in casa arrivano anche Roger e Anita che confessano agli amici di essersi resi conto di essere innamorati. John e Phyllis, allora, ammettono anche loro di amarsi e il progettato divorzio viene messo in cantina.

## Produzione
Il film fu prodotto dalla Famous Players-Lasky Corporation.

## Distribuzione
Distribuito dalla Paramount Pictures e dalla Famous Players-Lasky Corporation, il film - presentato da Adolph Zukor - uscì nelle sale cinematografiche statunitensi nel 1918.
Non si conoscono copie ancora esistenti della pellicola che viene considerata presumibilmente perduta.